# Phymatodes nigerrimus
Phymatodes nigerrimus är en skalbaggsart som beskrevs av Van Dyke 1920. Phymatodes nigerrimus ingår i släktet Phymatodes och familjen långhorningar. Inga underarter finns listade i Catalogue of Life.